# Jon Jefferson
Jon Jefferson, né le 13 novembre 1955, est un écrivain et documentariste américain. Il est surtout connu pour sa collaboration avec le célèbre anthropologue judiciaire, William Bass, grâce auquel, sous le pseudonyme de Jefferson Bass, il est l'auteur de huit nouvelles de la série the Body Farm, et de deux livres documentaires sur son travail.

## Biographie
Né à St. Joseph, Missouri, Jefferson a passé la majorité de sa jeunesse à Guntersville, Alabama. En terminale, il a obtenu une bourse nationale au mérite, lors d'un concours d'écriture organisé par le Conseil national des professeurs d'anglais (the National Council of Teachers of English (en)) et le ministère de l'éducation américain (en) (un des deux gagnant originaires de l'Alabama).
Il a gagné une bourse d'études pour la faculté de Sud-Birmingham (en). Il y a étudié l'anglais, y a obtenu son diplôme avec la mention summa cum laude et a fait partie du très prestigieux club estudiantin, Phi Beta Kappa. Il a ensuite continué ses études à l'Université de Caroline du Nord à Chapel Hill où il s'est spécialisé en littérature anglaise et comparée.
Avant d'être un écrivain reconnu, Jefferson fut rédacteur scientifique pour le Laboratoire national d'Oak Ridge, éducateur et administrateur du planning familial de l'est du Tennessee. Il a aussi été journaliste indépendant pour des magazines et des journaux d'actualités et finalement producteur et réalisateur de documentaires télévisés.
Il a été publié dans The New York Times, Newsweek, USA Today, et Popular Science. Il a aussi réalisé des émissions de radio pour NPR. Ces documentaires ont été produits pour des châines telles que A&E Network, The History Channel, et the Oxygen Network. Il est surtout connu pour avoir écrit et réalisé un documentaire en deux parties pour National Geographic Channel -- « Biography of a Corpse » et « Anatomy of a Corpse » — sur la faculté de recherche anthropologique de l’université du Tennessee, surnommée Body Farm (« La ferme des corps » en anglais). C'est pendant, la création du documentaire que Jefferson rencontra le fondateur de la ferme, William Bass, qui lui proposa une collaboration dans la rédaction d'un documentaire bibliographique, publié en 2003 sous le titre « Death’s Acre ».

## Jefferson Bass
Le succès du livre « Death's Acre » incita Jon Jefferson à continuer sa collaboration avec le docteur Bass. Il réalisa donc une série de livres sur le même thème sous le nom de plume : « Jefferson Bass ». En 2006, le duo publie son premier roman : « Carved in Bone », qui monta jusqu'à la 25e place du classement du New York Times Best Seller list. Ensuite, chaque année, le duo Jefferson Bass, publia une nouvelle nouvelle pour ce qui fut appelé  the Body Farm series (« la série Ferme des corps ») dont : « Flesh and Bone », « The Devil's Bones », « Bones of Betrayal », « The Bone Thief », « The Bone Yard », « The Inquisitor's Key » et « Cut to the Bone ». Écrit d'après les plus récentes avancée de la science médico-légale, la série Ferme des corps a contribué à accroître l'intérêt populaire pour les enquêtes criminelles mettant en cause les restes du corps humain. Un de ses plus connues, « Beyond the Body Farm » décrit l'enquête sur l'accident de feux d'artifice de Benton (en) en 1983.

## Suite?
Jon Jefferson vit désormais à Tallahassee, Floride. Il ne s'est toujours pas prononcé sur le devenir de son corps, va-t-il donner son corps à la ferme ou non ?

## Œuvres

### La sérieThe Body Farm
- (en) Carved in Bone, William Morrow, 2006 (ISBN 0-06-075981-X, lire en ligne)
- (en) Flesh and Bone, William Morrow, 2007 (ISBN 0-06-075983-6, lire en ligne)
- (en) The Devil’s Bones, William Morrow, 2008 (ISBN 0-06-075990-9, lire en ligne)
- (en) Bones of Betrayal, William Morrow, 2009 (ISBN 0-06-128475-0, lire en ligne)
- (en) The Bone Thief, William Morrow, 2010 (ISBN 0-06-128476-9, lire en ligne)
- (en) The Bone Yard, William Morrow, 2011 (ISBN 0-06-180678-1, lire en ligne)'
- (en) The Inquisitor's Key, William Morrow, mai 2012 (ISBN 0-06-180679-X, lire en ligne)
- (en) Cut to the Bone. William Morrow. September 2013.  (ISBN 0-06-226230-0)
- (en) The Breaking Point. William Morrow. June 2015.  (ISBN 0-06-226233-5)

### Documentaires
- (en) Death's Acre, Berkley Trade, 2004 (ISBN 0-425-19832-4, lire en ligne)
- (en) Beyond the Body Farm, William Morrow, 2007 (ISBN 0-06-087528-3, lire en ligne)

### Articles en ligne
- "Cold Hits Meet Cold Facts: Are DNA Matches Infallible?," an essay in Transcript, Spring 2008
- "The Making of a Phenom," an essay in Hopkins Medicine, Spring 2008
- "Mapping Human Rights," an essay in Transcript, Spring 2010
- "Strange Bedfellows," an essay in Huffington Post, March 2011
- "Fact, Fiction Merge in Juvenile Justice Horror," an article in The Tampa Bay Times , March 2011